# Borislav Cvetković
Borislav Cvetković (Karlovac, 30. rujna 1962.), bivši je hrvatski nogometaš, te sadašnji nogometni trener. Osvajač je brončane medalje na Olimpijskim igrama u Los Angelesu 1984. godine. Brat je hrvatskog nogometaša Zvjezdana Cvetkovića.

## Igračka karijera

### Klupska karijera
Igračku karijeru počeo je u Karlovcu. Afirmirao se u zagrebačkom Dinamu. Karijeru je nastavio u beogradskoj Crvenoj zvezdi te potom u klubovima u Italiji. 
Legendarni športski komentator Ivo Tomić dao mu je nadimak "Lane s Korane", dok je igrao za Dinamo, s kojim je osvojio naslov prvaka Jugoslavije 1982. Kada je prešao u Crvenu zvezdu, dobio je nadimak "Lane s Marakane". Bio je najbolji strijelac UEFA Kupa prvaka 1987. godine.

### Reprezentativna karijera
Odigrao je 11 utakmica za jugoslavensku A nogometnu reprezentaciju. Nastupio je na Europskom prvenstvu 1984. godine. Na Olimpijadi u Los Angelesu 1984. godine osvojio je broncu.

## Trenerska karijera
Bio je trener beogradskog Obilića, pomoćnik Dragana Okuke kada je Okuka vodio srpsku mladu reprezentaciju, te pomoćnik Waltera Zenge kad je ovaj vodio Crvenu zvezdu. Vodi ekspozituru Crvene zvezde Sopot.

## Priznanja

### Individualna
- Najbolji strijelac ↓1 Olimpijskih igara u Los Angelesu 1984. godine s pet postignutih pogodaka.
- Najbolji strijelac Kupa europskih prvaka sa sedam postignutih pogodaka, 1986./1987.[1]

### Klupska
Dinamo Zagreb
- Prvenstvo Jugoslavije (1): 1981./1982.
- Kup maršala Tita (1): 1982./83.

### Reprezentativna
Jugoslavenska nogometna reprezentacija
- Olimpijske igre 1984.:  bronca